# Bart van Rooij
Bart van Rooij (* 26. Mai 2001 in Escharen) ist ein niederländischer Fußballspieler.
Er spielte seit seiner Jugend zunächst für den NEC Nijmegen und absolvierte im Jahr 2019 sein erstes Spiel im Profifußball. 2024 wechselte er zum C Twente Enschede. 

## Karriere

### Verein
Bart van Rooij begann mit dem Fußballspielen bei SV Estria in seiner Geburtsstadt Escharen in der Provinz Noord-Brabant. Im Alter von neun Jahren wechselte er in die Voetbal Academie N.E.C./FC Oss (heute Voetbal Academie N.E.C.), der damals gemeinschaftlichen Nachwuchsakademie vom NEC Nijmegen und des FC Oss (heute TOP Oss). Nachdem er im Februar 2018 im Alter von 16 Jahren einen Vertrag bis 2021 erhielt, lief er ein Jahr später beim 4:0-Sieg in der zweiten niederländischen Liga gegen Almere City FC erstmals für die Profimannschaft auf. Ansonsten kam er in der Saison 2018/19 überwiegend für die A-Jugend (U19) zum Einsatz.
Im Sommer 2024 wechselte van Rooij zum Ligakonkurrenten Twente Enschede.

### Nationalmannschaft
Bart van Rooij lief am 5. September 2018 bei einer 0:3-Niederlage im französischen Limoges während eines Vier-Nationen-Turniers in Frankreich erstmals für die niederländische U18-Nationalmannschaft auf. Für diese Altersklasse kam er zu insgesamt vier Einsätzen. Am 6. September 2019 kam er beim 2:2 im Testspiel in Fiorenzuola d’Arda gegen Italien zum ersten Mal für die niederländische U19-Nationalelf zum Einsatz.